# Notocaulus abessinicus
Notocaulus abessinicus är en skalbaggsart som beskrevs av Machatschke 1955. Notocaulus abessinicus ingår i släktet Notocaulus och familjen Aphodiidae. Inga underarter finns listade i Catalogue of Life.